# Konstancja Biernacka
Konstancja z Małachowskich Biernacka (ur. w 1773 w Działyniu, zm. w grudniu 1839 w Małkowie) – polska pisarka.

## Życiorys
Konstancja Biernacka była córką Antoniego Małachowskiego, wojewody mazowieckiego, i Katarzyny z Działyńskich, wojewodzianki gnieźnieńskiej. Około 1794 została trzecią żoną starszego od niej o 33 lata kasztelana sieradzkiego Pawła Biernackiego i zamieszkała w Parzenicach pod Piotrkowem, a później w Bartochowie. Związana była ze swym stryjem, twórcą Konstytucji 3 maja Stanisławem Małachowskim, z którym utrzymywała stałą korespondencję i bezpośrednie kontakty. Wybrała trafnie miejsce na rezydencję jej syna Stanisława w Małkowie, gdzie następnie zamieszkała.
Zgromadziła cenny księgozbiór, kolekcjonowała pamiątki przeszłości, które jednak uległy rozproszeniu. Ocalało tylko kilkadziesiąt książek w języku francuskim należących obecnie do zbiorów muzealnych. Była autorką książek dla dzieci. W 1816 opublikowała Podróż z Włodawy do Gdańska i z powrotem do Nieborowa, gdzie w formie 32 listów opisała walory krajoznawcze przemierzanego w powozie kraju. W 1821 wydała Opis stu nagród pięcioletniego Pawlunia ofiarowane ku zabawie jego rówieśnikom. Utwór ten jest opisem faktycznych zdarzeń, które miały miejsce w Bartochowie, i spełniał rolę elementarza ułatwiającego naukę czytania. Ukazał się w kilku wydaniach, a dochód z tego tytułu został przeznaczony dla klasztoru ss. miłosierdzia w Sandomierzu. W 1829 ukazały się dwa tomy pierwowzoru encyklopedii dziecięcej Rozmowy Pawlunia z Babunią.
Została pochowana w Warcie, gdzie w klasztorze Bernardynów wisi ufundowana przez synów i wnuków pamiątkowa tablica.

## Literatura dodatkowa
- Stanisław Piotr Koczorowski: Biernacka Konstancja. W: Polski Słownik Biograficzny. T. 2: Beyzym Jan – Brownsford Marja. Kraków: Polska Akademia Umiejętności – Skład Główny w Księgarniach Gebethnera i Wolffa, 1936, s. 76. Reprint: Zakład Narodowy im. Ossolińskich, Kraków 1989, ISBN 83-04-03291-0